# Volta Ciclista a Catalunya
Volta Ciclista a Catalunya (Wyścig Dookoła Katalonii) – kolarski wyścig wieloetapowy rozgrywany w hiszpańskiej Katalonii. Wyścig jest rozgrywany co roku końcem marca. W latach 2005–2010 należał do cyklu najważniejszych wyścigów sezonu – UCI ProTour, a od 2011 do wprowadzonego w miejsce ProTouru cyklu World Tour.
Wyścig Volta a Catalunya został po raz pierwszy zorganizowany w 1911 (trzeci najstarszy wyścig etapowy na świecie) i razem z wyścigiem Vuelta al País Vasco należy do najważniejszych regionalnych wyścigów kolarskich Hiszpanii. Niepobitym do dziś rekordzistą pod względem liczby zwycięstw jest Mariano Cañardo, który łącznie wygrał wyścig siedem razy w latach 1928-1939. 

## Zwycięzcy
Opracowano na podstawie:
| Rok  | Pierwsze                       | Drugie                    | Trzecie                 |          |
| ---- | ------------------------------ | ------------------------- | ----------------------- | -------- |
| 1911 | Sebastià Masdeu i Menasanch    | Josep Magdalena           | Vicente Blanco          |          |
| 1912 | Josep Magdalena                | Joan Martí i Viñolas      | Antoni Crespo           |          |
| 1913 | Joan Martí i Viñolas           | Antoni Crespo             | Guillermo Anton         |          |
| 1920 | José Pelletier                 | José Nat                  | Jaume Janer             |          |
| 1923 | Maurice Ville                  | José Pelletier            | José Nat                |          |
| 1924 | Muç Miquel                     | Teodor Monteys            | Victorino Otero         |          |
| 1925 | Muç Miquel                     | Jaume Janer               | Teodor Monteys          |          |
| 1926 | Victor Fontan                  | Muç Miquel                | Mariano Cañardo         |          |
| 1927 | Victor Fontan                  | Mariano Cañardo           | Georges Cuvelier        |          |
| 1928 | Mariano Cañardo                | Muç Miquel                | Juli Borràs             |          |
| 1929 | Mariano Cañardo                | Jean Aerts                | Arturo Bresciani        |          |
| 1930 | Mariano Cañardo                | Marcel Maurel             | Ricardo Montero         |          |
| 1931 | Salvador Cardona               | Mariano Cañardo           | Aleardo Simoni          |          |
| 1932 | Mariano Cañardo                | Domenico Piemontesi       | Isidre Figueras         |          |
| 1933 | Alfredo Bovet                  | Ambrogio Morelli          | Antoine Dignef          |          |
| 1934 | Bernardo Rogora                | Alfons Deloor             | Nino Sella              |          |
| 1935 | Mariano Cañardo                | Fédérico Ezquerra         | Joseph Huts             |          |
| 1936 | Mariano Cañardo                | Frans Bonduel             | Juan Gimeno             |          |
| 1939 | Mariano Cañardo                | Diego Chafer              | Fermín Trueba           |          |
| 1940 | Christophe Didier              | Mathias Clemens           | Mariano Cañardo         |          |
| 1941 | Francisco Antonio Andrés       | Andreu Canals Perelló     | Josep Campamà Roca      |          |
| 1942 | Fédérico Ezquerra              | Julián Berrendero         | Diego Chafer            |          |
| 1943 | Julián Berrendero              | Vicente Miró              | Antonio Destrieux López |          |
| 1944 | Miquel Casas                   | Dalmacio Langarica        | Vicente Miró            |          |
| 1945 | Bernardo Ruiz                  | Juan Gimeno               | Robert Zimmermann       |          |
| 1946 | Julián Berrendero              | Gottfried Weilenmann      | Bernardo Capó           |          |
| 1947 | Emilio Rodríguez               | Miquel Gual Bauzà         | Georges Aeschlimann     |          |
| 1948 | Emilio Rodríguez               | Giulio Bresci             | Ezio Cecchi             |          |
| 1949 | Emile Rol                      | Miguel Poblet             | Robert Desbats          |          |
| 1950 | Antoni Gelabert                | José Serra Gil            | Francesco Massip        |          |
| 1951 | Primo Volpi                    | Francesco Massip          | Manuel Rodríguez Barros |          |
| 1952 | Miguel Poblet                  | Adolfo Grosso             | José Serra Gil          |          |
| 1953 | Salvador Botella               | Francesco Massip          | José Serra Gil          |          |
| 1954 | Walter Serena                  | Albert Sant i Alentà      | Miguel Poblet           |          |
| 1955 | José Gómez del Moral           | Gabriel Company           | Emilio Rodríguez        |          |
| 1956 | Anicet Utset                   | Vicente Iturat            | Francesco Massip        |          |
| 1957 | Jesús Loroño                   | Salvador Botella          | René Marigil            |          |
| 1958 | Richard Van Genechten          | Gabriel Mas               | Anicet Utset            |          |
| 1959 | Salvador Botella               | Fernando Manzaneque       | José Herrero Berrendero |          |
| 1960 | Miguel Poblet                  | José Pérez Francés        | Emilio Cruz Díaz        |          |
| 1961 | Henri Duez                     | Jordi Nicolau i Morlà     | Juan Manuel Menéndez    |          |
| 1962 | Antoni Karmany                 | Manuel Martín Piñera      | Ginés García            |          |
| 1963 | Joseph Novales                 | Angelino Soler            | Antonio Suárez          |          |
| 1964 | Joseph Carrara                 | Pasquale Fabbri           | José María Errandonea   |          |
| 1965 | Antonio Gómez del Moral        | Carlos Echeverría         | Roberto Poggiali        |          |
| 1966 | Arie den Hartog                | Jacques Anquetil          | Paul Gutty              |          |
| 1967 | Jacques Anquetil               | Antonio Gómez del Moral   | Robert Hagmann          |          |
| 1968 | Eddy Merckx                    | Felice Gimondi            | Giancarlo Ferretti      |          |
| 1969 | Mariano Díaz                   | Franco Bitossi            | Jesús Manzaneque        |          |
| 1970 | Franco Bitossi                 | Francisco Galdós          | Bernard Labourdette     |          |
| 1971 | Luis Ocaña                     | Bernard Labourdette       | Domingo Perurena        |          |
| 1972 | Felice Gimondi                 | José Antonio González     | Antonio Martos Aguilar  |          |
| 1973 | Domingo Perurena               | Jesús Manzaneque          | Antonio Martos Aguilar  |          |
| 1974 | Bernard Thévenet               | Andrés Oliva              | Domingo Perurena        |          |
| 1975 | Fausto Bertoglio               | Michel Laurent            | José Martins Freitas    |          |
| 1976 | Enrique Martínez Heredia       | Ronald De Witte           | Agustín Tamames         |          |
| 1977 | Freddy Maertens                | Johan De Muynck           | Joop Zoetemelk          |          |
| 1978 | Francesco Moser                | Francisco Galdós          | Pedro Torres            |          |
| 1979 | Vicente Belda                  | Pedro Vilardebo           | Christian Jourdan       |          |
| 1980 | Marino Lejarreta               | Johan van der Velde       | Vicente Belda           |          |
| 1981 | Faustino Rupérez               | Serge Demierre            | Marino Lejarreta        |          |
| 1982 | Alberto Fernández Blanco       | Pedro Muñoz               | Julián Gorospe          |          |
| 1983 | José Recio                     | Faustino Rupérez          | Julius Thalmann         |          |
| 1984 | Sean Kelly                     | Pedro Muñoz               | Ángel Arroyo            |          |
| 1985 | Robert Millar                  | Sean Kelly                | Julián Gorospe          |          |
| 1986 | Sean Kelly                     | Álvaro Pino               | Charly Mottet           |          |
| 1987 | Álvaro Pino                    | Ángel Arroyo              | Iñaki Gastón            |          |
| 1988 | Miguel Indurain                | Laudelino Cubino          | Marino Lejarreta        |          |
| 1989 | Marino Lejarreta               | Pedro Delgado             | Álvaro Pino             |          |
| 1990 | Laudelino Cubino               | Marino Lejarreta          | Pedro Delgado           |          |
| 1991 | Miguel Indurain                | Pedro Delgado             | Alex Zülle              |          |
| 1992 | Miguel Indurain                | Tony Rominger             | Antonio Martín          |          |
| 1993 | Álvaro Mejía                   | Maurizio Fondriest        | Antonio Martín          |          |
| 1994 | Claudio Chiappucci             | Fernando Escartín         | Pedro Delgado           |          |
| 1995 | Laurent Jalabert               | Melchor Mauri             | Jesús Montoya           |          |
| 1996 | Alex Zülle                     | Patrick Jonker            | Marco Fincato           |          |
| 1997 | Fernando Escartín              | Ángel Casero              | Mikel Zarrabeitia       |          |
| 1998 | Hernán Buenahora               | Georg Totschnig           | Fernando Escartín       |          |
| 1999 | Manuel Beltrán                 | Roberto Heras             | José María Jiménez      |          |
| 2000 | José María Jiménez             | Óscar Sevilla             | Leonardo Piepoli        |          |
| 2001 | Joseba Beloki                  | Igor González de Galdeano | Fernando Escartín       |          |
| 2002 | Roberto Heras                  | Aitor Garmendia           | Luis Pérez Rodríguez    |          |
| 2003 | José Antonio Pecharromán       | Roberto Heras             | Koldo Gil               |          |
| 2004 | Miguel Ángel Martín Perdiguero | Władimir Karpiec          | Roberto Laiseka         |          |
| 2005 | Jarosław Popowycz              | Leonardo Piepoli          | David Moncoutié         |          |
| 2006 | David Cañada                   | Santiago Botero           | Christophe Moreau       |          |
| 2007 | Władimir Karpiec               | Michael Rogers            | Dienis Mieńszow         |          |
| 2008 | Gustavo César Veloso           | Rigoberto Urán            | Rémi Pauriol            |          |
| 2009 | Alejandro Valverde             | Daniel Martin             | Haimar Zubeldia         |          |
| 2010 | Joaquim Rodríguez              | Xavier Tondó              | Rein Taaramäe           |          |
| 2011 | Michele Scarponi               | Daniel Martin             | Chris Horner            |          |
| 2012 | Michael Albasini               | Samuel Sánchez            | Jurgen Van den Broeck   |          |
| 2013 | Daniel Martin                  | Joaquim Rodríguez         | Michele Scarponi        |          |
| 2014 | Joaquim Rodríguez              | Alberto Contador          | Tejay van Garderen      |          |
| 2015 | Richie Porte                   | Alejandro Valverde        | Domenico Pozzovivo      |          |
| 2016 | Nairo Quintana                 | Alberto Contador          | Daniel Martin           |          |
| 2017 | Alejandro Valverde             | Alberto Contador          | Marc Soler              |          |
| 2018 | Alejandro Valverde             | Nairo Quintana            | Pierre Latour           |          |
| 2019 | Miguel Ángel López             | Adam Yates                | Egan Bernal             |          |
| 2020 | odwołany                       | odwołany                  | odwołany                | odwołany |
| 2021 | Adam Yates                     | Richie Porte              | Geraint Thomas          |          |
| 2022 | Sergio Higuita                 | Richard Carapaz           | João Almeida            |          |
| 2023 | Primož Roglič                  | Remco Evenepoel           | João Almeida            |          |
| 2024 | Tadej Pogačar                  | Mikel Landa               | Egan Bernal             |          |
| 2025 |                                |                           |                         |          |

## Osiągnięcia Polaków
Najlepszym rezultatem osiągniętym w Wyścigu dookoła Katalonii przez Polaka było 7. miejsce w klasyfikacji generalnej zajęte przez Przemysława Niemca w 2013 i Rafała Majkę w 2019.
Ponadto, dwukrotnie polscy kolarze wygrywali etapy wyścigu - Maciej Paterski w 2015 oraz Czesław Lang w 1988.